# Tomaszo PS Fiberglasprodukte
Die Tomaszo PS Fiberglasprodukte Gesellschaft mbH war ein Hersteller von Automobilen aus Österreich.

## Unternehmensgeschichte
Wilhelm Tomaszovits gründete 1977 das Unternehmen in Achau und begann mit der Produktion von Automobilen. Der Markenname lautete Tomaszo. 1993 endete die Produktion. Außerdem stellte das Unternehmen Kunststoffkarosserien für Ledl her.

## Fahrzeuge
Ein Modell namens SL Buggy oder Buggy S war ein VW-Buggy. Die Basis stellte ein Fahrgestell vom VW Käfer, das um 27 oder 40 cm gekürzt wurde. Der P 35 war eine Nachbildung des Alfa Romeo P 3 von 1930. Die Technik kam von der Alfa Romeo Alfetta. Daneben gab es Nachbauten des Mercedes-Benz SSK auf Käfer-Basis mit einer Karosserie aus Kunststoff, des Ford V8 Coupé von 1934, des AC Cobra mit dem Motor von Ford Scorpio, des Ford GT 40 mit einem V6-Motor mit 3000 cm³ Hubraum, des MG TD, Lamborghini Countach und Porsche 356. Neben den bereits genannten Motoren standen Vierzylindermotoren von Ford, V6-Motoren vom Renault 30 und weitere Moren zur Auswahl.
Der Ultra C wurde ab 1990 als Kit Car angeboten. Der Bausatz bestand aus einem Gitterrohrrahmen, Dreieckslenkern, Rahmenverkleidungsblechen, Lenkgestänge, Pedale, zwei Tanks aus Aluminium, Karosserie aus Polyesterharz, Frontscheibe sowie Seitenfenster und Scheinwerferabdeckungen aus Plexiglas. Als Antrieb diente wahlweise ein Vierzylindermotor von Ford-Cosworth mit 2000 cm³ Hubraum oder der V6-Motor vom Renault 30. Der Vertrieb erfolgte durch Saier Automobilbau in Deutschland und die HS Replica Cars AG in der Schweiz.
Ein Buggy wurde 2016 für 8050 Euro versteigert. Das Auktionshaus Coys bot 2017 ein Fahrzeug an, verkaufte es allerdings nicht.